# 印度尼西亞—敘利亞關係
印度尼西亞－敘利亞關係是指印度尼西亞共和國與阿拉伯敘利亞共和國兩國之間的雙邊關係。印度尼西亞在敘利亞首都大馬士革設有大使館，而敘利亞在印度尼西亞雅加達設有大使館。兩國都是不結盟運動和伊斯蘭合作組織的成員。

## 歷史
印度尼西亞與敘利亞兩國在1949年正式建立關係。在印度尼西亞獨立革命期間，敘利亞是最早支持和承認印度尼西亞獨立的國家之一。1947年，聯合國的敘利亞代表Faris Al-Khouri推動了聯合國安理會討論有關印度尼西亞問題的議程，導致國際社會強烈要求荷蘭結束在印度尼西亞的統治，印度尼西亞獨立後，兩國於1949年迅速建立外交關係。
兩國在對巴勒斯坦，伊拉克和黎巴嫩有關的問題都有的共同看法，而印度尼西亞經常在敘利亞與以色列在戈蘭高地的爭議上在國際上支持敘利亞一方。敘利亞內戰爆發後，印度尼西亞敦促敘利亞各方停止暴力行為，並且在2014年向飽受戰火蹂躪的敘利亞提供價值50萬美元的人道主義援助，此前印度尼西亞在2012年和2013年已通過聯合國向敘利亞捐贈過相同數額的捐款。

## 貿易
2003年，兩國雙邊貿易額達到4,708萬美元，2008年增加到1億美元。印度尼西亞主要向敘利亞出口紡織品，橡膠，茶葉，咖啡，棕櫚油，木材和紙張。敘利亞主要向印度尼西亞出口棗，乾果和橄欖油。

## 外部連結
- 印度尼西亞駐敘利亞大使館網站 （页面存档备份，存于）
- 敘利亞駐印度尼西亞大使館網站